# 大花粉条儿菜
大花粉条儿菜（学名：Aletris megalantha）为百合科粉条儿菜属下的一个种。

## 扩展阅读
- 維基物種上的相關：大花粉条儿菜